# Сорокопуд чорноголовий
Сорокопуд чорноголовий (Lanius collaris) — вид горобцеподібних птахів родини сорокопудових (Laniidae).

## Поширення
Вид широко поширений в Субсахарській Африці. Мешкає у відкритих лісах, сухій савані, пасовищах тощо.

## Опис
Птах завдовжки 21-23 см см, вагою 25-54 г. Верхня частина тіла чорна, нижня — біла. На спині є біла V-подібна смуга. Відносно довгий чорний хвіст з білими зовнішніми перами і білими кінчиками на інших пір1їнах. Дзьоб і очі чорні.

## Підвиди
- L. c. aridicolus Clancey, 1955 – південно-західна Ангола та північно-західна Намібія (пустеля Наміб);
- L. c. collaris Linnaeus, 1766 – крайній південь Намібії, південь, центральна та східна Південна Африка, Есватіні, Лесото та крайній південь Мозамбіку, Замбія, північна Ботсвана;
- L. c. marwitzi Reichenow, 1901 - північно-східна, центральна та південно-східна Танзанія, північ Малаві;
- L. c. pyrrhostictus Holub & Pelzeln, 1882 – крайній північний схід Ботсвани, південь Зімбабве, північний схід та схід Південної Африки та південний захід Мозамбіку;
- L. c. subcoronatus A. Smith, 1841 – крайній південний схід Анголи, Намібія, Ботсвана, південно-західної Зімбабве та північної частини Південної Африки.